# Tyler Perry
Tyler Perry (ur. 13 września 1969 w Nowym Orleanie jako Emmitt Perry Jr.) – amerykański aktor, reżyser, scenarzysta i producent filmowy. W 2011 „Forbes” wymienił go jako najlepiej opłacanego człowieka w branży rozrywkowej, zarabiającego 130 mln dolarów od maja 2010 do maja 2011.

## Filmografia

### aktor
- Diary of a Mad Black Woman (2002) jako Tatuś Charlesa / Mable 'Madea Simmons
- Madea’s Class Reunion (2003) jako Mable „Madea” Simmons
- Z pamiętnika wściekłej żony (Diary of a Mad Black Woman, 2005) jako Brian
- Moja wielka wściekła rodzina (Madea’s Family Reunion, 2006) jako Brian, Joe
- Why Did I Get Married? (2007) jako Terry
- Meet the Browns (2008) jako Madea / Wujek Joe
- Vice (2018) jako Colin Powell

### reżyser
- Diary of a Mad Black Woman (2002)
- Madea’s Class Reunion (2003)
- Moja wielka wściekła rodzina (Madea’s Family Reunion, 2006)
- House of Payne (2006)
- Małżeństwa i ich przekleństwa (Why Did I Get Married?, 2007)
- Moje córki (2007)
- Meet the Browns (2008)
- Małżeństwa i ich przekleństwa (Why Did I Get Married Too?, 2010)
- For Colored Girls (2010)

### producent
- Zakonnica w przebraniu 3[4][5]

### scenarzysta
- Diary of a Mad Black Woman (2002)
- Madea’s Class Reunion (2003)
- Z pamiętnika wściekłej żony (Diary of a Mad Black Woman, 2005)
- Moja wielka wściekła rodzina (Madea’s Family Reunion, 2006)
- House of Payne (2006)
- Moje córki (2007)
- Meet the Browns (2008)
- For Colored Girls (2010)